# 荀义振
荀义振（1926年10月—2017年11月2日），山东莱西人，中华人民共和国政治人物。

## 生平
1944年11月，参加革命工作，1946年12月，加入中国共产党。1961年7月至1962年5月，担任中共邕宁县纪律检查委员会书记。官至广西壮族自治区水产局驻南宁办事处主任。2017年11月2日17时47分在南宁逝世，享年92岁。